# Rejnūk
Rejnūk (persiska: رجنوک) är en ort i Iran.   Den ligger i provinsen Khorasan, i den östra delen av landet, 800 km öster om huvudstaden Teheran. Rejnūk ligger 1 932 meter över havet och antalet invånare är 146.
Terrängen runt Rejnūk är platt åt sydost, men åt nordväst är den kuperad.Runt Rejnūk är det glesbefolkat, med 12 invånare per kvadratkilometer. Närmaste större samhälle är Zārgaz, 17,9 km söder om Rejnūk. Trakten runt Rejnūk är ofruktbar med lite eller ingen växtlighet.